# Estação Alto da Boa Vista
A Estação Alto da Boa Vista é uma estação do metrô da cidade brasileira de São Paulo operada pela ViaMobilidade. Pertence à Linha 5–Lilás, cujo terminal mais novo é a estação Chácara Klabin, onde se conecta com a Linha 2–Verde, e que foi inaugurada em 28 de setembro de 2018.
A estação está localizada na Avenida Santo Amaro, próxima a Rua Irineu Marinho e a Rua da Granja Julieta, na Granja Julieta, no distrito de Santo Amaro, na Zona Centro-Sul de São Paulo.

## História
Inicialmente, a previsão de entrega da estação era para o ano de 2014, mas uma suspeita de conluio de empresas vinda da Promotoria acabou suspendendo as obras por 15 meses, gerando atraso. Por conta disso, a inauguração da estação acabou sendo postergada para 2018. Posteriormente, devido ao adiantamento das obras, o Governador Geraldo Alckmin adiantou a entrega da estação para julho de 2017, fato que não se concretizou, junto com as estações Borba Gato e Brooklin. No dia 6 de julho de 2017, a Estação Alto da Boa Vista estava em fase de instalação de sistemas elétricos, o que fez como que a data da inauguração passasse para o dia 30 de agosto de 2017. Porém, em 1 de setembro de 2017, após inúmeros atrasos, o Metrô de SP confirmou oficialmente que a inauguração das estações Alto da Boa Vista, Borba Gato e Brooklin ocorreria dentro de poucos dias. A Estação Alto da Boa Vista foi inaugurada oficialmente em 6 de setembro de 2017, em operação assistida. Em 27 de novembro de 2017, passou a funcionar em período integral.

## Demanda
A funcionalidade da estação se deve ao fato dela atender o Corredor Santo Amaro-Nove de Julho-Centro, importante eixo de ligação entre a região do Itaim Bibi e o distrito de Santo Amaro, e para atender à demanda lindeira por estar localizada em um bairro residencial e possuir vários estabelecimentos e empreendimentos comerciais nas suas redondezas, como o escolas e equipamentos de saúde, entre outros.
Mesmo assim, é a estação de menor movimento da linha e do sistema metroviário como um todo, tendo uma MDU (Média Diária de Usuários) de 5 mil usuários/dia

## Características
Estação subterrânea executada em vala a céu aberto (VCA) com estrutura em concreto aparente e cobertura do acesso principal através de cúpula de aço e vidro, para iluminação natural. Conta com dois acessos, ambos com escadas rolantes nos dois sentidos e elevadores para pessoas com deficiência e mobilidade reduzida. Possui mezanino com bilheterias e distribuição de passageiros, além de plataformas centrais.
Edificação das salas técnicas e operacionais estão posicionadas em um edifício de concreto, no nível acima da superfície, ao lado da estação.
Escavação em VCA no corpo da estação, nas áreas das bilheterias e bloqueios, no mezanino, na plataforma e no acesso secundário. Escavação em NATM para o túnel transversal que liga o corpo da estação ao acesso secundário do outro lado da Avenida Santo Amaro, passando por debaixo dela.
O acesso principal fica localizado em uma praça construída acima da estação na Avenida Santo Amaro, ocupando uma área de 8.082,35m², o acesso secundário fica localizado em um bloco entre a Avenida Santo Amaro com a Avenida Adolfo Pinheiro, ocupando uma área de 946,54m².
| Sigla | Estação           | Inauguração           | Capacidade        | Integração               | Plataformas | Posição     |
| ----- | ----------------- | --------------------- | ----------------- | ------------------------ | ----------- | ----------- |
| ABV   | Alto da Boa Vista | 6 de setembro de 2017 | 1.506 passageiros | Bilhete Único da SPTrans | Central     | Subterrânea |

## Funcionamento da Linha
| Linha   | Terminais                      | Estações | Principais destinos | Duração das viagens (min) | Intervalo mínimo entre trens (s) | Funcionamento da Linha                                         |
| ------- | ------------------------------ | -------- | --- | ------------------------- | -------------------------------- | -------------------------------------------------------------- |
| 5 Lilás | Capão Redondo ↔ Chácara Klabin | 17       | Vila Mariana, Vila Clementino, Ibirapuera, Moema, Indianópolis, Campo Belo, Brooklin, Santo Amaro, Jardim São Luís, Campo Limpo, Capão Redondo | 33                        | 75 (projetado) 165 (atual)       | - Domingo a 6ª feira, das 4h40 às 24h - Sábado, das 4h40 às 1h |